# 発表!全プリキュア大投票
『発表！全プリキュア大投票』（はっぴょう ぜんプリキュアだいとうひょう）は、NHK BSプレミアムにて放送された女児向けアニメ「プリキュアシリーズ」についての特別番組。2019年9月14日21時から23時30分にかけて第1部、23時45分から24時45分にかけて第2部が放送された。

## 概要
NHKの人気投票番組シリーズ「全○○大投票」の第3弾として、放送開始15周年を迎えた「プリキュアシリーズ」を特集する。
番組特設サイトにおいて「あなたの好きな作品」「あなたの好きなプリキュア」「あなたの好きなキャラクター」「あなたの好きな歌」の4つの部門で投票を募り、7月14日から8月31日までの1か月半の投票期間中に、61万3,524票が投じられた。今回の投票企画実施に当たり、シリーズ初代プロデューサーである東映アニメーションの鷲尾天は「順位をつけることに忸怩たる思いを感じる」としつつも、前年2018年に展開した「プリキュア15周年」がきっかけとなり、「大変多くのファンの皆様と接する機会を持たせていただいた。お子様方はじめ、かつて応援してくださって今やすっかり大人になった皆様の姿と、語り尽くせない想いに接して大変感激した。『皆様の熱い想い』をぶつけられる素晴らしい機会ではないかと思い、番組協力に踏み切った次第」と企画実施を受け入れた理由を明かすとともに、「順位やランキングにこだわることなくご感想、当時の気持ちなどを語り尽くしてご投票ください。その熱い想いこそ、番組に大きな意義をもたらします」とするコメントを寄せている。
合計3時間半にわたる生放送番組では、ゲストの感想や解説、視聴者のコメントやツイートを織り交ぜつつ、各部門の集計結果がランキング形式で発表されたほか、視聴者がデータ放送のリアルタイム投票機能で選んだ名セリフをゲスト声優が演じる生アフレココーナーや、生歌コーナー、歴代エンディングCGアニメの変遷、アニメ制作の舞台裏を紹介するVTRパートも用意された。

## 出演者
- 司会：西川貴教（歌手・タレント）、庭木櫻子（NHKアナウンサー）
- ゲスト：原西孝幸（お笑い芸人、FUJIWARA、『スマイルプリキュア!』第17話ゲスト声優）、カズレーザー（お笑い芸人、メイプル超合金）、大堀恵（タレント）、相馬圭祐（俳優、『侍戦隊シンケンジャー』[注釈 1]梅盛源太/シンケンゴールド役）、地頭江音々（アイドル、HKT48）、藤津亮太（アニメーション評論家）
- ゲスト声優：本名陽子（美墨なぎさ/キュアブラック役）、ゆかな（雪城ほのか/キュアホワイト役）、三瓶由布子（夢原のぞみ/キュアドリーム役）、水沢史絵（来海えりか/キュアマリン役）、福島潤（ハリハム・ハリー（人間態）役）、成瀬瑛美（星奈ひかる/キュアスター役）
- ゲスト歌手：五條真由美・工藤真由
- VTR出演：齋藤彩夏（モフルン/キュアモフルン役）、高橋晃（『スイートプリキュア♪』・『ドキドキ!プリキュア』・『スター☆トゥインクルプリキュア』キャラクターデザイン）、宮元宏彰（『スター☆トゥインクルプリキュア』シリーズディレクター）、野島淳志（『映画 スター☆トゥインクルプリキュア 星のうたに想いをこめて』CGプロデューサー）、大曽根悠介（『映画 スター☆トゥインクルプリキュア 星のうたに想いをこめて』CGディレクター）
- ナレーション：服部潤（ナレーター）、松澤千晶（フリーアナウンサー）

## 投票結果

### 凡例
「キャラクター部門」「歌部門」のランキング表では、作品名を以下のように省略表記する。
テレビシリーズ
- 無印：ふたりはプリキュア
- MH：ふたりはプリキュア Max Heart
- SS：ふたりはプリキュア Splash Star
- 5：Yes!プリキュア5
- GoGo：Yes!プリキュア5GoGo!
- フレ：フレッシュプリキュア!
- ハト：ハートキャッチプリキュア!
- スイ：スイートプリキュア♪
- スマ：スマイルプリキュア!
- ドキ：ドキドキ!プリキュア
- ハピ：ハピネスチャージプリキュア!
- プリ：Go!プリンセスプリキュア
- 魔法：魔法つかいプリキュア!
- アラ：キラキラ☆プリキュアアラモード
- HUG：HUGっと!プリキュア
- スタ：スター☆トゥインクルプリキュア

映画作品
シリーズ単独の映画はテレビシリーズの略称の頭に「映」を付加する（例：『映画 Yes!プリキュア5 鏡の国のミラクル大冒険!』→「映5」）。ただし2作品あるMaxHeartの映画作品は1作目（『映画 ふたりはプリキュア Max Heart』）は「映MH」、2作目（『映画 ふたりはプリキュア Max Heart 2 雪空のともだち』）は「映HM2」とする。
クロスオーバー作品は以下の通り。
- オールスターズDX3部作→「DX1」「DX2」「DX3」
- オールスターズNewStage3部作→「NS1」「NS2」「NS3」
- 映画 プリキュアオールスターズ 春のカーニバル♪→「春カニ」
- 映画 プリキュアオールスターズ みんなで歌う♪奇跡の魔法!→「みん歌」
- 映画 プリキュアドリームスターズ!→「ドリ」
- 映画 プリキュアスーパースターズ!→「スパ」
- 映画 HUGっと!プリキュア♡ふたりはプリキュア オールスターズメモリーズ→「ASM」
- 映画 プリキュアミラクルユニバース→「ユニ」

### 作品部門
本番組放送までに放送・上映されたテレビシリーズ16作品・映画作品26作品（同時上映の場合はメインとなる作品でまとめる）が対象となる。
| 順位 | 作品名                        | 媒体 | 制作年 | 性別比(%)        | 性別比(%)        | 年齢層(%)        | 年齢層(%)        | 年齢層(%)        | 年齢層(%)        | 年齢層(%)        | 年齢層(%)        |
| 順位 | 作品名                        | 媒体 | 制作年 | 男性             | 女性             | ≦9               | 10-19            | 20-29            | 30-39            | 40-49            | 50≦              |
| ---- | ----------------------------- | ---- | ------ | ---------------- | ---------------- | ---------------- | ---------------- | ---------------- | ---------------- | ---------------- | ---------------- |
| 1    | ふたりはプリキュア            | TV   | 2004年 | 17.4             | 82.6             | 1.2              | 37.3             | 48               | 6                | 5.2              | 2.3              |
| 2    | ハートキャッチプリキュア!     | TV   | 2010年 | 32.1             | 67.9             | 1.6              | 40.8             | 27.1             | 16.2             | 10.7             | 3.6              |
| 3    | Yes!プリキュア5GoGo!          | TV   | 2008年 | 8.4              | 91.6             | 1.1              | 77.1             | 15               | 3                | 2.9              | 1                |
| 4    | HUGっと!プリキュア            | TV   | 2018年 | 27.3             | 72.7             | 8.4              | 25.6             | 32.5             | 23.5             | 8.6              | 1.4              |
| 5    | スマイルプリキュア!           | TV   | 2012年 | 37.6             | 62.4             | 4.9              | 36.5             | 32               | 17.1             | 7.9              | 1.6              |
| 6    | Yes!プリキュア5               | TV   | 2007年 | 11.8             | 88.2             | 1.0              | 61.9             | 25.1             | 6.8              | 3.9              | 1.4              |
| 7    | Go!プリンセスプリキュア       | TV   | 2015年 | 37               | 63               | 7.4              | 13.9             | 43.5             | 25.1             | 8.3              | 1.6              |
| 8    | ふたりはプリキュア Max Heart  | TV   | 2005年 | 14.5             | 85.5             | 1.7              | 54.3             | 33.8             | 3.9              | 4.3              | 2                |
| 9    | フレッシュプリキュア!         | TV   | 2009年 | 27.6             | 72.4             | 1.7              | 40.7             | 29.4             | 15.5             | 10.0             | 2.7              |
| 10   | 魔法つかいプリキュア!         | TV   | 2016年 | 46.5             | 53.5             | 11.8             | 26.1             | 35.7             | 16.1             | 8.4              | 1.8              |
| 13   | スター☆トゥインクルプリキュア | TV   | 2019年 | （データ未発表） | （データ未発表） | （データ未発表） | （データ未発表） | （データ未発表） | （データ未発表） | （データ未発表） | （データ未発表） |

- 出典：番組公式サイト投票結果ページ掲載データより
- 各作品の年齢層欄では、最も比率の高い世代を太字で表記する。

#### 参考順位
今回の投票がテレビシリーズに集中したため別途映画上位3作品を、また作品の性質から9歳以下の人気上位5作品を発表している。
| 順位 | 作品名                                                              | 媒体 | 制作年 |
| ---- | ------------------------------------------------------------------- | ---- | ------ |
| 1    | 映画 HUGっと!プリキュア♡ふたりはプリキュア オールスターズメモリーズ | 映画 | 2018年 |
| 2    | 映画 Yes!プリキュア5 鏡の国のミラクル大冒険!                        | 映画 | 2007年 |
| 3    | 映画 Yes!プリキュア5GoGo! お菓子の国のハッピーバースディ♪           | 映画 | 2008年 |

| 順位 | 作品名                                                              | 媒体 | 制作年 |
| ---- | ------------------------------------------------------------------- | ---- | ------ |
| 1    | スター☆トゥインクルプリキュア                                       | TV   | 2019年 |
| 2    | HUGっと!プリキュア                                                  | TV   | 2018年 |
| 3    | 映画 HUGっと!プリキュア♡ふたりはプリキュア オールスターズメモリーズ | 映画 | 2018年 |
| 4    | キラキラ☆プリキュアアラモード                                       | TV   | 2017年 |
| 5    | 魔法つかいプリキュア!                                               | TV   | 2016年 |

### プリキュア部門
当時放映中だった『スター☆トゥインクルプリキュア』までのテレビシリーズでレギュラーとして登場するプリキュア60人が対象となる。
| 順位 | キャラクター名                                        | 作品名                        | 中間順位 |
| ---- | ----------------------------------------------------- | ----------------------------- | -------- |
| 1    | キュアブラック（美墨なぎさ）                          | ふたりはプリキュア            |          |
| 2    | キュアホワイト（雪城ほのか）                          | ふたりはプリキュア            |          |
| 3    | キュアマリン（来海えりか）                            | ハートキャッチプリキュア!     |          |
| 4    | キュアドリーム（夢原のぞみ）                          | Yes!プリキュア5               |          |
| 5    | キュアピース（黄瀬やよい）                            | スマイルプリキュア!           |          |
| 6    | キュアパッション（東せつな/イース）                   | フレッシュプリキュア!         |          |
| 7    | キュアレモネード（春日野うらら）                      | Yes!プリキュア5               |          |
| 8    | キュアエール（野乃はな）                              | HUGっと!プリキュア            |          |
| 9    | キュアミルキー（羽衣ララ）                            | スター☆トゥインクルプリキュア |          |
| 10   | ミルキィローズ（美々野くるみ/ミルク）                 | Yes!プリキュア5GoGo!          |          |
| 11   | キュアコスモ（ユニ/ブルーキャット/マオ/バケニャーン） | スター☆トゥインクルプリキュア | 18       |
| 12   | キュアムーンライト（月影ゆり）                        | ハートキャッチプリキュア!     | 11       |
| 13   | キュアアムール（ルールー・アムール）                  | HUGっと!プリキュア            | 16       |
| 14   | キュアフローラ（春野はるか）                          | Go!プリンセスプリキュア       | 14       |
| 15   | キュアビューティ（青木れいか）                        | スマイルプリキュア!           | 15       |
| 16   | キュアブロッサム（花咲つぼみ）                        | ハートキャッチプリキュア!     | 19       |
| 17   | シャイニールミナス（九条ひかり）                      | ふたりはプリキュア Max Heart  | 12       |
| 18   | キュアミラクル（朝日奈みらい）                        | 魔法つかいプリキュア!         | 20       |
| 19   | キュアサンシャイン（明堂院いつき）                    | ハートキャッチプリキュア!     | 13       |
| 20   | キュアアクア（水無月かれん）                          | Yes!プリキュア5               | 17       |
| 21   | キュアハッピー（星空みゆき）                          | スマイルプリキュア!           |          |
| 22   | キュアマシェリ（愛崎えみる）                          | HUGっと!プリキュア            |          |
| 23   | キュアトゥインクル（天ノ川きらら）                    | Go!プリンセスプリキュア       |          |
| 24   | キュアショコラ（剣城あきら）                          | キラキラ☆プリキュアアラモード |          |
| 25   | キュアビート（黒川エレン/セイレーン）                 | スイートプリキュア♪           |          |

- 中間順位出典：NHKアニメ (@nhk_animeworld) のツイート（以下2部門も同様）[2]

### キャラクター部門
妖精（プリキュアのパートナー妖精とプリキュアのパートナー以外の妖精）・敵キャラクター・サブキャラクター（プリキュアの協力者・プリキュアの家族など）・TV及び映画のゲストキャラクターが対象となり、キュアフラワー・キュアモフルン・キュアペコリンなどの番外味方プリキュア・悪のプリキュアであるダークプリキュア5とダークプリキュア・一部のクロスオーバー作品でプリキュアオールスターズに含まれているキュアエコーもこの部門で扱う事になる。
| 順位 | キャラクター名                   | 作品名 | 媒体 | 分類   | 中間順位 |
| ---- | -------------------------------- | ------ | ---- | ------ | -------- |
| 1    | モフルン（キュアモフルン）       | 魔法   | TV   | 妖精   |          |
| 2    | ココ（小々田コージ）             | 5      | TV   | 妖精   |          |
| 3    | FUJIWARA原西                     | スマ   | TV   | ゲスト |          |
| 4    | ダークドリーム                   | 映5    | 映画 | 敵     |          |
| 5    | レジーナ                         | ドキ   | TV   | 敵     |          |
| 6    | はぐたん                         | HUG    | TV   | 妖精   | 12       |
| 7    | ナッツ（夏）                     | 5      | TV   | 妖精   |          |
| 8    | 坂上あゆみ（キュアエコー）       | NS1    | 映画 | ゲスト |          |
| 9    | ブンビー                         | 5      | TV   | 敵     |          |
| 10   | フワ                             | スタ   | TV   | 妖精   | 16       |
| 11   | ポルン                           | 無印   | TV   | 妖精   |          |
| 12   | 若宮アンリ                       | HUG    | TV   | サブ   | 11       |
| 13   | ハミィ                           | スイ   | TV   | 妖精   | 17       |
| 14   | オードリー若林                   | フレ   | TV   | ゲスト | 13       |
| 15   | シロップ（甘井シロー）           | GoGo   | TV   | 妖精   | 14       |
| 16   | オードリー春日                   | フレ   | TV   | ゲスト |          |
| 17   | ウエスター（西隼人）             | フレ   | TV   | 敵     | 20       |
| 18   | ダークプリキュア                 | ハト   | TV   | 敵     | 19       |
| 19   | ウルフルン（ウルルン）           | スマ   | TV   | 敵     | 18       |
| 20   | 七瀬ゆい                         | プリ   | TV   | サブ   |          |
| 21   | メップル                         | 無印   | TV   | 妖精   | 15       |
| 22   | ジョージ・クライ                 | HUG    | TV   | 敵     |          |
| 23   | キャンディ（ロイヤルキャンディ） | スマ   | TV   | 妖精   |          |
| 24   | プルンス                         | スタ   | TV   | 妖精   |          |
| 22   | ハリハム・ハリー                 | HUG    | TV   | 妖精   |          |

### 歌部門
作品中で使用された主題歌・挿入歌・キャラクターソングが対象となる。曲名最後に◎が付いたものは番組内のライブで披露（工藤はメドレー）。
| 順位 | 曲名                                           | 歌手名・キャラクター名 | 作品名 | 媒体 | 使用   | 中間順位 |
| ---- | ---------------------------------------------- | --- | ------ | ---- | ------ | -------- |
| 1    | DANZEN! ふたりはプリキュア◎                    | 五條真由美 | 無印   | TV   | OP     |          |
| 2    | プリキュア5、フル・スロットル GO GO!           | 工藤真由 with ぷりきゅあ5 | GoGo   | TV   | OP     |          |
| 3    | Alright! ハートキャッチプリキュア!             | 池田彩 | ハト   | TV   | OP     | 4        |
| 4    | プリキュア5、スマイル go go!◎                  | 工藤真由 | 5      | TV   | OP     |          |
| 5    | DANZEN! ふたりはプリキュア(Ver.Max Heart)      | 五條真由美 | MH     | TV   | OP     | 5        |
| 6    | イェイ!イェイ!イェイ!                          | 吉田仁美 | スマ   | TV   | ED1    | 6        |
| 7    | パペピプ☆ロマンチック                          | 吉武千颯 | スタ   | TV   | ED1    | 10       |
| 8    | HEART GOES ON                                  | 池田彩&工藤真由 | ハト   | TV   | 挿入歌 | 8        |
| 9    | ラ♪ラ♪ラ♪スイートプリキュア♪◎                  | 工藤真由 | スイ   | TV   | OP1    | 9        |
| 10   | ハートキャッチ☆パラダイス◎                     | 工藤真由 | ハト   | TV   | ED1    | 7        |
| 11   | DANZEN! ふたりはプリキュア〜唯一無二の光たち〜 | 五條真由美 コーラス：うちやえゆか・宮本佳那子                                                                                          | ASM    | 映画 | ED     |          |
| 12   | この空の向こう                                 | 吉田仁美 | ドキ   | TV   | ED1    |          |
| 13   | ガンバランスdeダンス                           | 五條真由美 with フラッピ&チョッピーズ                                                                                                  | SS     | TV   | ED2    |          |
| 14   | Let's go!スマイルプリキュア!                   | 池田彩 | スマ   | TV   | OP     |          |
| 15   | 教えて...!トゥインクル☆                        | 吉武千颯 | スタ   | TV   | ED2    |          |
| 16   | HUGっと!YELL FOR YOU                           | キュアエール（引坂理絵） キュアアンジュ（本泉莉奈） キュアエトワール（小倉唯） キュアマシェリ（田村奈央） キュアアムール（田村ゆかり） | HUG    | TV   | ED2    |          |
| 17   | ゲッチュウ!らぶらぶぅ?!                        | 五條真由美 | 無印   | TV   | ED     |          |
| 18   | We can!! HUGっと!プリキュア                    | 宮本佳那子 | HUG    | TV   | OP     |          |
| 19   | キミとともだち                                 | 愛崎えみる（田村奈央） ルールー・アムール（田村ゆかり）                                                                                | HUG    | TV   | 挿入歌 |          |
| 20   | 勇気が生まれる場所                             | キュアラブリー（中島愛） キュアプリンセス（潘めぐみ） キュアハニー（北川里奈） キュアフォーチュン（戸松遥）                            | 映ハピ | 映画 | 挿入歌 |          |

## 関連番組
歴史秘話 プリキュアヒストリア
プリキュアシリーズの歴史を『歴史秘話ヒストリア』の形式で紹介。また中間発表として、プリキュア・キャラクターの11位から20位まで、歌の10位から4位までが発表された。
出演者
- 司会：渡邊あゆみ（NHKアナウンサー、『歴史秘話ヒストリア』初代案内役）

スタッフ
構成：村中祐一　プロデューサー：上杉直子　制作統括：吉國勲・柏木敦子　制作協力：アマゾンラテルナ　制作：NHKエンタープライズ
放送時間
- 本放送：BSプレミアム 2019年8月10日 18:30 - 18:59
- 再放送：

- BSプレミアム 2019年8月16日 24:55 - 18:59
- Eテレ 2019年8月17日 9:30 - 9:59
- 総合テレビ 2019年8月18日 25:55 - 26:24 （関西地方を除く）
- 総合テレビ 2019年8月25日 25:10 - 25:40 （関西地方のみ）

## その他
本番組との直接的な関連はないが、『映画 スター☆トゥインクルプリキュア 星のうたに想いをこめて』の公開記念企画として、同作品公式サイトにおいて、歴代映画26作品の人気投票と、Twitterでファンからの投票した作品に対する想いをツイートしてもらう「映画プリキュアに「#想いをこめて」プロジェクト」が9月15日から22日にかけて実施された。
投票上位の中からテーマに沿った5作品として『映画 Yes!プリキュア5 鏡の国のミラクル大冒険!』、『映画 ハートキャッチプリキュア! 花の都でファッションショー…ですか!?』、『映画 ハピネスチャージプリキュア! 人形の国のバレリーナ』、『映画 魔法つかいプリキュア! 奇跡の変身!キュアモフルン!』、『映画 キラキラ☆プリキュアアラモード パリッと!想い出のミルフィーユ!』が選ばれ、公式動画配信サービス「ミレール」にて配信を実施、9月27日から発売のムビチケオンライン券の特典としていずれか1作品を見られる視聴コードを用いてみることができる。